# Vohimasina Nord
Vohimasina Nord est une commune rurale de Madagascar située dans le district de Manakara, dans la région Fitovinany.